# Улица Качалова (Казань)
Улица Качалова (тат. Качалов урамы, Kaçalov uramı) — улица в Приволжском районе Казани, в историческом районе Суконная слобода. Названа в честь актёра Василия Качалова (1875-1948), жившего в Казани в 1897-1900 годах.

## География
Пересекается со следующими  улицами:
- улица Нурсултана Назарбаева
- улица Шаляпина
- Ипподромная улица
- Газовая улица

Ближайшие параллельные улицы: Агрономическая и Спартаковская. Ближайшая станция метро — «Суконная слобода». Улица имеет по две полосы движения в каждом направлении;

## История
Существовала как минимум с 1796 года. До революции 1917 года носила название Лаврентьевская улица и относилась к 4-й полицейской части.  Современное название было присвоено 1 июня 1949 года.
Улица была застроена одно- или двухэтажными деревянными домами; в 1960-х и 1970-х гг. большинство их было снесено, а на их месте построены пятиэтажные жилые дома.
В советское время административно относилась к 4-й части, после введения в городе районного деления относилась к Бауманскому (до 1935), Молотовскому (1935–1942), Свердловскому (1942–1956), Бауманскому и Приволжскому районам (1956–1973), Вахитовскому и Приволжскому районам, а после сноса домов в начале улицы — только к Приволжскому району.

## Примечательные объекты
- №б\н — Трехсвятительская церковь (построена в 1900 г., снесена в 1933 г.).[16]
- пересечение с улицей Нурсултана Назарбаева — памятник «Тайказан».[17]
- № 64/21 — жилой дом завода «Лесхозмаш».[18]
- № 84 — бывшее общежитие завода «Радиоприбор».[19][20]
- № 86/15 — жилой дом ПО «Татмебель».[21]
- № 99/13 — жилой дом треста «Казаньпромстрой».[22]
- № 102 — жилой дом завода «Лесхозмаш».[23]
- № 103 — жилой дом завода автоспецоборудования.[24]

## Известные жители
- В доме № 78 проживал заслуженный деятель науки ТАССР и РСФСР Умар Белялов.[25]